# Anke Scholz
Anke Scholz (Berlino, 25 novembre 1978) è un'ex nuotatrice tedesca.

## Carriera
Fece parte della staffetta che vinse la medaglia d'argento nella 4x200m stile libero alle Olimpiadi di Atlanta 1996.

## Palmarès
- Giochi olimpici estivi

Atlanta 1996: argento nella 4x200m stile libero.
- Mondiali

Roma 1994: bronzo nella 4x100m stile libero.